# Elisabeth Elliot
Elisabeth Elliot (nascida Howard; 21 de dezembro de 1926 - 15 de junho de 2015) foi uma missionária, tradutora, escritora e palestrante protestante belga.
Enquanto estivera em missão no leste do Equador, para evangelização do povo Auca (ora conhecido como Huaorani; também traduzido como Waorani ou Waodani), seu primeiro marido, também missionário, Jim Elliot, foi morto, em 1956, na tentativa de contato com os huaoranis.
Elisabeth continuou seu trabalho missionário por mais dois anos, evangelizando os membros da tribo que matara seu marido. Posteriormente, retornou aos Estados Unidos, onde tornou-se conhecida como escritora e palestrante, tendo viajado pelo país compartilhando sua experiência missionária.

## Infância e educação
Nasceu em Bruxelas, capital do Reino da Bélgica, com o nome de Elisabeth Howard, em  21 de dezembro de 1926. Seus pais (Philip e Katherine Howard) eram missionários e, além de Elisabeth Elliot, tiveram mais cinco filhos (quatro meninos e uma menina). Os irmãos de Elisabeth, Thomas Howard e David Howard, também são escritores.
Sua família mudou-se para o bairro de Germantown, na Filadélfia, Pensilvânia, quando Elisabeth tinha alguns meses de vida. Além da Filadélfia, ela morou em Franconia, Nova Hampshire, e Moorestown, Nova Jérsia. Frequentou o internato Hampden DuBose Academy, em Orlando, no Estado da Flórida. Posteriormente, em 1944, estudou grego clássico no Wheaton College, acreditando que era a melhor ferramenta para ajudá-la no chamado de traduzir o Novo Testamento da Bíblia para um idioma desconhecido. Foi em Wheaton que ela conheceu Jim Elliot.
Antes de casar-se, Elisabeth fez um ano de pós-graduação em estudos especializados no Prairie Bible Institute, em Alberta, Canadá, onde uma capela de oração no campus foi posteriormente nomeada em sua homenagem.

## Missão ao Equador
Jim Elliot e Elisabeth Howard conheceram-se em 23 de março de 1947, no Wheaton College, tendo sido Jim colega de quarto de seu irmão, David Howard. Após passar 1948 no Canadá, no Prairie Bible Institute, retornou aos Estados Unidos, donde partiu, em abril de 1952, para o Equador. Jim Elliot fora para o Equador naquele mesmo ano (dois meses antes, em fevereiro).
Aos 8 de outubro de 1953, Elisabeth Howard casou-se com Jim Elliot, tornando-se Elisabeth Elliot, em Quito, capital do Equador. Em 27 de fevereiro de 1955, nasceu-lhes Valerie. Não muito depois do nascimento da filha, o casal mudou-se para Shandia, uma base missionária que pretendia evangelizar os quíchuas.
foram individualmente ao Equador para trabalhar com os indígenas quíchuas (ou Quechua); os dois casaram-se em 1953 na cidade de Quito, Equador.
Em 8 de janeiro de 1956, seu marido Jim foi morto com lanças juntamente com quatro de seus amigos missionários (Nate Saint, Roger Youderian, Pete Fleming e Ed McCully), enquanto tentava entrar em contato com a tribo Huaorani. A filha deles, Valerie, tinha 10 meses quando seu pai foi morto. Elisabeth continuou seu trabalho com os quíchuas por mais dois anos.
Duas mulheres huaoranis que viviam entre os quíchuas, incluindo uma chamada Dayuma, ensinaram a língua Huao à Sra. Elliot e à colega missionária, Rachel Saint. Quando Dayuma retornou aos huaoranis, ela criou uma abertura para contato dos missionários. Em outubro de 1958, a Elisabeth Elliot foi morar com os huaoranis com sua filha Valerie, de três anos, e com Rachel Saint.
Os aucas/huaoranis deram-lhe o nome tribal Gikari, (sig. "pica-pau", na língua Huao). Mais tarde, ela retornou aos quíchuas e trabalhou com eles até 1963, quando ela e Valerie retornaram aos Estados Unidos (Francônia, Nova Hampshire).

## Carreira docente
Em 1969, Elisabeth casou-se com Addison Leitch, professor de teologia no Seminário Teológico Gordon-Conwell em South Hamilton, Massachusetts. Ela se tornou membro da Igreja Episcopal dos Estados Unidos com seu segundo marido.  Leitch morreu em 1973. No outono de 1974, ela se tornou professora adjunta no corpo docente do Seminário Teológico Gordon-Conwell e por vários anos ministrou um curso popular intitulado "Expressão Cristã".
Em 1977, ela se casou com Lars Gren, capelão de hospital. Mais tarde, trabalharam e viajaram juntos.
Em meados da década de 1970, ela serviu como uma das consultoras estilísticas do comitê da Nova Versão Internacional da Bíblia (NVI). Ela aparece na lista de contribuidores da NVI. 
Em 1981, a Elisabeth foi nomeada escritora residente no Gordon College em Wenham, Massachusetts.
De 1988 a 2001, Elisabeth pôde ser ouvida em um programa diário de rádio, Gateway to Joy,  produzido pela Good News Broadcasting Association de Lincoln, Nebraska. Ela quase sempre abria o programa com a frase: “'Você é amado com um amor eterno' - é o que diz a Bíblia - 'e por baixo estão os braços eternos'. Esta é sua amiga, Elisabeth Elliot...”  Hoje, reprises do programa podem ser ouvidas pela Bible Broadcasting Network.
Nos últimos anos, ela e o terceiro marido pararam de viajar, mas continuaram a manter contato com o público por correspondências eletrônicas e por meio de seu sítio virtual.

## Morte
Elisabeth Elliot morreu em Magnolia, no Estado de Massachusetts, aos 15 de junho de 2015, com 88 anos de idade.
Logo após sua morte, o filho de Nate Saint, que fora mártir ao lado de Jim Elliot, primeiro marido de Elisabeth, chamado Steve Saint, escrevera uma homenagem à Elisabeth, dizendo que sua morte foi sua vitória final sobre "a perda de sua mente devido à demência " e "sua batalha de dez anos contra a doença que a roubou do seu maior presente."
Ela foi enterrada no Cemitério Hamilton em Hamilton, Massachusetts. Ela deixou seu terceiro marido, Lars Gren, uma filha, Valerie Elliot Shepard e o marido de Valerie, Walter, além de oito netos.

## Livros
- Sombra do Todo-Poderoso: A Vida e o Testamento de Jim Elliot, 1958,ISBN 978-0-06062213-8
- Através dos Portões do Esplendor, 1957,ISBN 978-0-84237152-0
- Estas Estranhas Cinzas, 1975,ISBN 978-0800759957
- Busca pelo amor ,ISBN 9780800723149
- O Selvagem Meu Parente, 1961,ISBN 978-1569550038
- Fornalha do Senhor: Reflexões sobre a Redenção da Cidade Santa, 1969,ISBN 978-0340105979
- Doze Cestos de Migalhas, 1977,ISBN 9780687427024
- Deixe-me ser uma mulher, 1977,ISBN 978-0842321624
- Os Diários de Jim Elliot, 1978,ISBN 978-0800758257
- Paixão e Pureza : Aprendendo a colocar sua vida amorosa sob o controle de Deus, 1984,ISBN 978-0800758189
- Disciplina: A rendição feliz, 1982,ISBN 978-0800731311
- O amor tem uma etiqueta de preço ,ISBN 9780830736881
- A Marca de um Homem, 1981,ISBN 978-0800731328
- Mantenha o Coração Tranquilo ,ISBN 978-0800759902
- Uma Chance de Morrer: A Vida e o Legado de Amy Carmichael, 1987,ISBN 978-0800730895
- Caminho através do sofrimento: descobrindo a relação entre a misericórdia de Deus e nossa dor, 1990,ISBN 978-0800724986
- O Caminho da Solidão: Encontrando o Caminho através do Deserto até Deus, 2001,ISBN 978-0800732066
- Sem Imagem Esculpida, 1966,ISBN 978-0891072355
- Seguro nos Braços Eternos ,ISBN 978-0800759933
- A Música de Suas Promessas: Ouvir Deus com Amor, Confiança e Obediência ,ISBN 978-0800759919
- A Formação de uma Família Cristã, 1992,ISBN 978-0800731021
- Orientação de Deus: Uma Luz Lenta e Certa, 1976,ISBN 978-0876808641
- Tomando Voo: Sabedoria para Sua Jornada ,ISBN 978-0801011801
- Seja ainda minha alma ,ISBN 978-0-80075989-6
- O sofrimento nunca é em vão ,ISBN 978-1-53591415-4

## Retratos de Elisabeth Elliot
- Em 1973, a produção teatral de um leitor de Bridge of Blood : Jim Elliot Takes Christ to the Aucas foi apresentada pela primeira vez na Tennessee Temple University .
- Em 2003, um musical baseado na história de Jim e Elisabeth Elliot, intitulado Love Above All, foi encenado no Victoria Concert Hall, em Singapura. Este musical foi encenado pela segunda vez, em 2007, no Centro Cultural Universitário de Singapura.
- No filme End of the Spear de 2006, ela foi interpretada pela atriz Beth Bailey.
- Em Beyond the Gates of Splendor, documentário lançado em 2002, ela aparece como ela mesma. (Aparecem também as outras esposas dos missionários assassinados, bem como vários índios, e outros. )
- Em 2019, a autora canadense Joan Thomas ganhou o Prêmio Governador Geral por seu livro Five Wives, que é um relato ficcional da história de Elisabeth Elliot.